# کارناوال ویستا
کارناوال ویستا (به انگلیسی: Carnival Vista) یک کشتی است که طول آن possibly (1,053) می‌باشد. این کشتی در سال ۲۰۱۶ ساخته شد.